# Rio Grande do Sul
Rio Grande do Sul és l'estat del Brasil més austral. Situat a la Regió Sud, limita al nord amb l'estat de Santa Catarina, a l'est amb l'oceà Atlàntic, al sud amb l'Uruguai i a l'oest amb l'Argentina. Té una superfície de 282.062 km² i la seva capital és Porto Alegre.
La seva abreviació és RS i el seu gentilici és gaúcho/a.

## Història
El 1627, jesuïtes espanyols havien creat les primeres missions catòliques de la regió, però van ser expulsats pels portuguesos el 1680. El 1687 van fer una nova temptativa de crear missions, a la regió actualment coneguda com a Sete Povos das Missões ("Set Pobles de les Missions"), i novament van ser expulsats el 1737. Sent la regió un punt estratègic per a l'ocupació portuguesa al sud del Brasil, va ser fundada el 1742 la vila de Porto dos Casais ("Port dels Casals"), actual ciutat de Porto Alegre, amb l'ajuda de colons vinguts de les illes Açores. Les lluites pel domini de la regió van cessar el 1801, quan els gautxos van ocupar els Set Pobles de les Missions, incorporant el seu territori. El 1807, el Rio Grande do Sul va ser elevat a la condició de Capitania.
Després de la independència del Brasil, la llavors capitania va esdevenir província. En 1824 van arribar els primers colons alemanys en la zona de l'actual municipi de São Leopoldo. El 1835 va començar una rebel·lió contra el govern de la regència de l'Imperi del Brasil, que va durar fins a 1845 i es va tornar coneguda com la Guerra dels Farrapos. Aquesta rebel·lió va ser el més durador conflicte militar intern del Brasil. Després, el 1865, la província va ser envaïda per tropes del dictador Francisco Solano López, durant la Guerra del Paraguai.

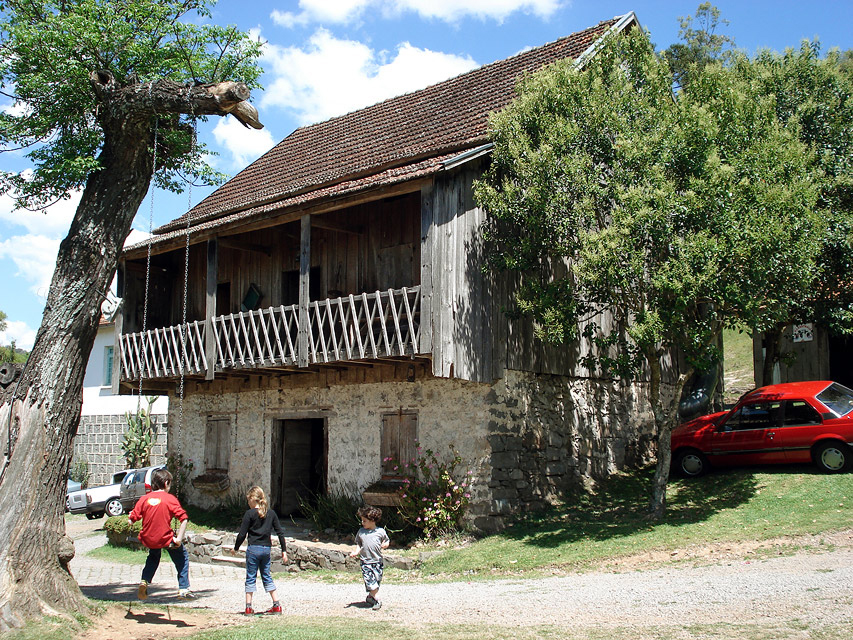
Casa de pedra d'immigrants italians a Caxias do Sul

En 1875 van començar a arribar els primers immigrants italians, que van fundar ciutats com Caxias do Sul, Bento Gonçalves i Garibaldi. Amb la proclamació de la república el 1889, Rio Grande do Sul es va tornar estat. L'any 1898 Augusto Pestana va ser nomenat director de la colònia de Ijuí, un dels millors exemples d'integració racial i cultural al sud del Brasil.

## Geografia

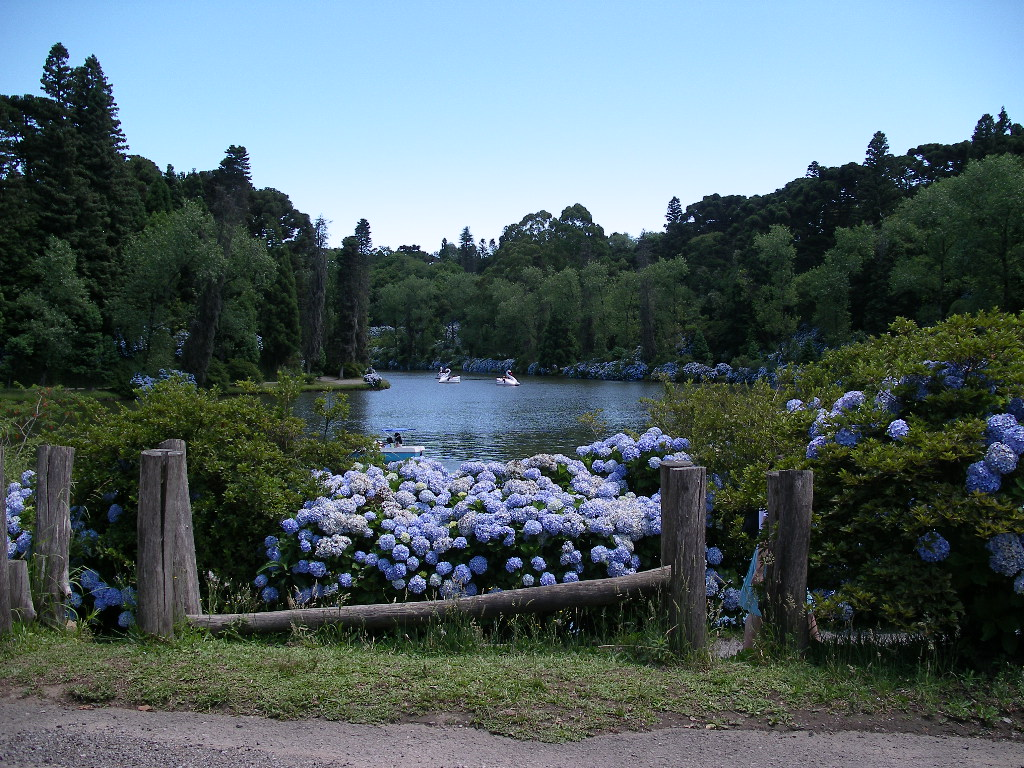
La ciutat de Gramado en Rio Grande do Sul.

Les ciutats més importants de l'estat són: Porto Alegre, Pelotas, Caxias do Sul, Canoas, Rio Grande i Santa Maria, Pelotas, Campo Bom, Novo Hamburgo, Cachoeira do Sul o Horizontina.
El relleu està constituït per una extensa plana, dominada al nord per un altiplà en la regió de la Serra Gaúcha.
La hidrografia de Rio Grande do Sul pot ser classificada en tres grans regions: La val del riu Uruguai, que té com riu principal a l'Uruguai; la val del Guaíba (on els afluents desemboquen en el riu Guaíba); i las vals del Litoral (les aigües del qual desemboquen en la Lagoa dos Patos ("Llacuna dels Ànecs"), en la Llacuna Merín o simplement en l'oceà Atlàntic). Entre els seus principals rius es troben: Uruguai, Taquarí, Ijuí, Jacuí, Ibicuí, Pelotas, Camacuã i el Riu dos Sinos.
El clima és subtropical, però destaquen São José dos Ausentes i Bom Jesus com les ciutats on es registren les menors temperatures de l'hivern brasiler, podent fins a passar els -6 °C.

## Economia
L'economia de l'Estat es basa en l'agricultura (soia, blat, arròs i dacsa), en la ramaderia i en la indústria (cuirs i calçats, alimentosa, tèxtil, fusta, metal·lúrgia i química). Cal ressaltar l'aparició de pols tecnològics importants en l'estat en les dècades de 1990 i l'inici del segle xxi, en les àrees petroquímics i la tecnologia de la informació. La industrialització en el territori de l'estat està elevant la seva participació en el PIB brasiler, portant inversions, mà d'obra i infraestructura a l'estat. Actualment, Rio Grande do Sul està en quart lloc en la llista d'estats més rics del Brasil.

### Turisme

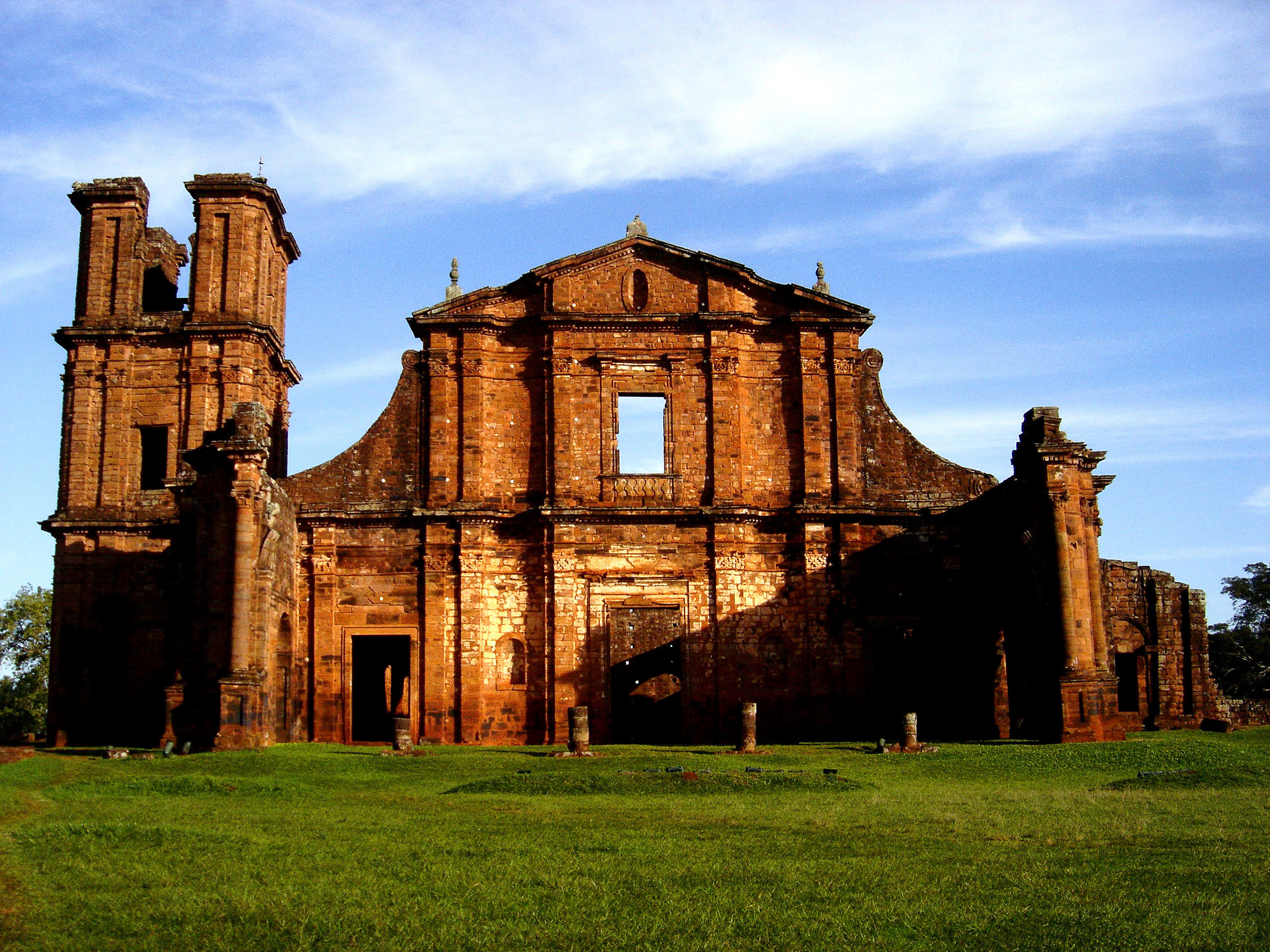
Ruïnes de les Missions dels Jesuïtes, a São Miguel.

El turisme ecològic és molt popular en les ciutats amb descendència alemanya de Gramado i Canela; el seu clima fresc és especial per al turisme intern. La geodiversitat del territori fa que hagin sorgit àrees naturals protegides, com el Parc Pedra do Segredo, a Caçapava do Sul. El turisme és alt també en les àrees vitivinícoles de l'estat, principalment Caxias do Sul i Bento Gonçalves. Les Pampes dels natius gautxos brasilers són també una curiositat per a turistes del Brasil i del món, i les seves tradicions encara es mantenen en la ciutat de Porto Alegre així com en les de l'interior, com Santa Maria i Passo Fundo. L'estat també és conegut pel seu aspecte històric, les ciutats de São Miguel das Missões i Santo Ângelo encara conserven les ruïnes de les missions dels Jesuïtes del segle xviii.

## Demografia
Les 20 principals ciutats de Rio Grande do Sul, segons IBGE són:

## Personatges il·lustres
- Ronaldinho Gaúcho
- Gisele Bündchen
- Ernesto Geisel
- João Goulart
- Emílio Garrastazu Médici
- Getúlio Vargas
- Xuxa